# هارولد ماسون
هارولد ماسون (بالإنجليزية: Harold Mason)‏ هو سياسي أسترالي، ولد في 28 يناير 1890 في Hunters Hill, New South Wales ‏ في أستراليا، وتوفي في 8 مايو 1949 في كانبرا في أستراليا. انتخب عضو الجمعية التشريعية لنيو ساوث ويلز.